# Griffin De Vroe
Griffin De Vroe (* 2. listopadu 1984, Lokeren, Belgie) je belgický fotbalový brankář, který je v současné době hráčem KRC Mechelen.

## Klubová kariéra
De Vroe začal profesionální kariéru v roce 2007 v klubu KSC Lokeren, kde předtím hrával v mládežnických týmech. V letech 2008–2012 hrál za K. Standaard Wetteren. Od léta 2012 působí v KRC Mechelen.